# Acronicta clarescens
Acronicta clarescens (tên tiếng Anh: Clear Dagger Moth) là một loài bướm đêm thuộc họ Noctuidae. Nó được tìm thấy ở Bắc Mỹ.
Sải cánh dài khoảng 40 mm. Con trưởng thành bay từ tháng 5 đến tháng 8 tùy theo địa điểm.
Ấu trùng ăn cây táo, cherry, mountain ash, cây mận và wild black cherry.